# Filmfare Awards (2000)
45-я церемония награждения Filmfare Awards проводилась 13 февраля 2000 года, в городе Бомбей. На ней были отмечены лучшие киноработы на хинди, вышедшие в прокат до конца 1999 года.

## Главные награды

### Лучший фильм
Навеки твоя 
- Жена номер один
- Злой умысел
- Ритмы любви
- Невыдуманная история

### Лучший режиссёр
Санджай Лила Бхансали – Навеки твоя 
- Дэвид Дхаван – Жена номер один
- Джон Мэтью Маттан – Злой умысел
- Махеш Манджрекар – Невыдуманная история
- Субхаш Гхай – Ритмы любви

### Лучший актёр
Санджай Датт – Невыдуманная история 
- Аамир Кхан – Злой умысел
- Аджай Девган – Навеки твоя
- Манодж Баджпаи – Тяжесть на душе
- Салман Кхан – Навеки твоя

### Лучшая актриса
Айшвария Рай Баччан – Навеки твоя 
- Айшвария Рай Баччан – Ритмы любви
- Каджол – Я живу в твоём сердце
- Каришма Капур – Жена номер один
- Табу – Родственные души

### Лучшая мужская роль второго плана
Анил Капур – Ритмы любви 
- Мохниш Бехл – Нас не разлучить
- Мукеш Риши – Злой умысел
- Саиф Али Кхан – Братские узы
- Санджай Нарвекар – Невыдуманная история

### Лучшая женская роль второго плана
Сушмита Сен – Жена номер один 
- Махима Чаудхари – Как же быть сердцу
- Рима Лагу – Невыдуманная история
- Сухасини Малай – Родственные души
- Сушмита Сен – Только ты

### Лучший комический актёр
Говинда – Парни не промах 
- Анил Капур – Жена номер один
- Джонни Левер – Неудачник №1
- Салман Кхан – Жена номер один
- Шах Рукх Кхан – Бадшах

### Лучшая отрицательная роль
Ашутош Рана – Криминальный роман 
- Амриш Пури – Бадшах
- Насируддин Шах – Злой умысел
- Рахул Бозе – Под дулом пистолета
- Саяджи Шинде – Тяжесть на душе

### Лучший мужской дебют
Рахул Кханна – Земля 

### Лучший женский дебют
Нандита Дас – Земля 

### Лучший сюжет
Крёстная мать – Винай Шукла 

### Лучший сценарий
Злой умысел – Джон Мэтью Маттан 

### Лучший диалог
Злой умысел – Хридай Лани 

### Лучшая музыка к фильму
Ритмы любви – А.Р. Рахман 
- Жена номер один – Ану Малик
- Парни не промах – Ану Малик
- Навеки твоя – Исмаил Дарбар
- Злой умысел – Джатин-Лалит

### Лучшая песня к фильму
Ритмы любви – Ананд Бакши for Ishq Bina 
- Навеки твоя – Мехбуб for Aankhon Ki
- Навеки твоя – Мехбуб for Tadap Tadap
- Злой умысел – Israr Ansari for Zindagi Maut Na Ban Jaye
- Ритмы любви – Ананд Бакши for Taal Se Taal

### Лучший мужской закадровый вокал
Навеки твоя – Udit Narayan for Chand Chuppa 
- Навеки твоя – Krishna Kumar Kunnath for Tadap Tadap
- Навеки твоя – Кумар Сану for Aankhon Ki
- Ритмы любви – Сону Нигам for Ishq Bina
- Ритмы любви – Сукхвиндер Сингх for Ramta Jogi

### Лучший женский закадровый вокал
Ритмы любви – Alka Yagnik for Taal Se Taal 
- Навеки твоя – Alka Yagnik for Chand Chuppa
- Навеки твоя – Кавита Кришнамуртхи for Навеки твоя
- Навеки твоя – Кавита Кришнамуртхи for Nimbooda
- Mast – Сунидхи Чаухан for Ruki Ruki

### Награда имени Р.Д. Бурмана
Исмаил Дарбар 

### Лучшая постановка боевых сцен
Любовь превыше всего – Тинну Верма 

### За влияние в киноиндустрии
Навеки твоя – Анджан Бисвас 

### Лучшая хореография
Навеки твоя – Сарой Кхан for Nimbooda 

### Лучшая операторская работа
Ритмы любви – Кабир Лал 

### Лучший монтаж
Злой умысел – Джитху Мандал 

### Лучший звук
Ритмы любви – Ракеш Ранджан 

### Награда за пожизненные достижения
Хема Малини и Винод Кханна 

### Звезда миллениум
Амитабх Баччан 

### Лучшая сцена
Влюблённые 

## Выбор критиков

### Лучший фильм
Злой умысел 

### Лучшая актёр
Манодж Баджпаи – Тяжесть на душе 

### Лучшая актриса
Табу – Родственные души 

## Наибольшее количество номинаций и побед
- Навеки твоя – 6/16
- Ритмы любви – 6/11
- Злой умысел – 4/10
- Земля – 2/2